# IC 2376
IC 2376 — галактика типу S? (спіральна галактика) у сузір'ї Рак.
Цей об'єкт міститься в оригінальній редакції індексного каталогу.